# Geoffroy de Lavardin
Geoffroy de Preuilly († av.1202) seigneur de Lavardin, fils de Bouchard IV de Vendôme et d’Agathe.
Il est mentionné dans un acte de son père lorsque ce dernier dote sa fille Agnès, mariée à Pierre, seigneur de Montoire, entre 1185 et 1202.
Il aurait été grièvement blessé en 1189 près de Mondoubleau, lors d’un combat contre Hugues V de Châteaudun ne laissant qu’un fils, encore enfant.